# バーニーロイ
バーニーロイ（Barney Roy、2014年1月29日 - ）は、イギリスの競走馬である。主な勝ち鞍は2017年セントジェームズパレスステークス、2020年ジェベルハッタ、ダルマイヤー大賞、バーデン大賞。

## 戦績

### 3歳（2017年）
デビュー以来2戦目となる4月22日のグリーナムステークス（G3）では、1番人気のフランケル産駒である僚馬ドリームキャッスルを差し切って2馬身差をつけ勝利。次いで2000ギニー（G1）に出走したが、同レースで6連勝を果たしたチャーチルに1馬身差をつけられ2着に敗れた。
6月20日、セントジェームズパレスステークス（G1）に出走。前走で愛2000ギニーも制したチャーチルとの再戦がなった。7連勝中のチャーチルが断然の1番人気となったが、2番人気のバーニーロイが優勝した。
7月8日のエクリプステークス（G1）では叩き合いの末にユリシーズのハナ差2着、8月23日のインターナショナルステークス（G1）ではユリシーズとチャーチルに先着されて3着となった。
迎えた10月21日のチャンピオンステークス（G1）で2番人気に支持されたが、1番人気のフランケル産駒クラックスマンの8着と大敗した。

### 引退と現役復帰
3歳シーズンのチャンピオンステークス8着をもって競走馬を引退。リチャード・ハノン・ジュニア調教師は、「私が調教したなかで最も優れた牡馬であり、私が見たなかで最も逞しい馬」と当馬を評した。
2018年の種付料は10,000ポンドに設定され、ダーレーのダルハムホールスタッドで繋養され種牡馬として供用されたが、しかし多くの牝馬が受胎せず、バーニーロイの生殖力に問題があることが判明。
不妊症のために去勢されて騸馬となり、新たにチャーリー・アップルビー厩舎に属して2019年に現役復帰となった。アップルビー師は「彼は非常に才能のある馬であり、まだ勝負を愛しているかどうかは時が経てば分かるでしょう」と述べた。
復帰後2019年はパラダイスステークス（L）2着、モントルトゥー賞（L）1着を経て、クイーンアンステークス（G1）に出走。1番人気となったが、ロードグリッターズの8着と大敗した。

### 6歳（2020年）
2020年にはドバイ遠征を行い、アルラシディヤ（G2）では前年覇者ドリームキャッスルを破り2年半振りの重賞制覇を挙げると、3月7日のジェベルハッタ（G1）でも直線一気の差し切りにより優勝した。
2着馬マジックリリーとともに次いでドバイターフ（G1）に出走する見込みであったが、同年のドバイワールドカップミーティングは新型コロナウイルス感染症の世界的流行のために中止されている。6月17日、プリンスオブウェールズステークス（G1）に出走。ジャパン、アデイブ、ロードノースに続く4番人気に支持されたレースでは、直線で追い込みロードノースの3着に入った。
7月26日のダルマイヤー大賞（G1）でクエストザムーンをクビ差競り落として勝利し、オイロパ賞（G1）では4歳牝馬ドニャーの4着に敗れたものの、9月13日のバーデン大賞（G1）では2着馬コミュニケとともに英国調教馬のワンツーを決めて勝利し、ドイツのG1レース2勝を挙げた。

### 7歳 - 8歳（2021 - 2022年）
故障のための長期休養を経て、2021年、バーデン大賞以来391日振りとなる復帰戦のダーレーステークス（G3）で4着となった。予定通り叩き2戦目のバーレーンインターナショナルトロフィー（G3）に出走したが、ロードグリッターズに差し切られて2着に敗れた。
2022年、初戦としてジェベルハッタに登録したが、取消となった。

## 競走成績
以下の内容は、Racing Post、JRA-VAN Ver.World、BHAの情報に基づく。
| 競走日     | 競馬場           | 競走名                   | 格 | 距離（馬場）  | 頭数 | 枠番 | 馬番 | 着順 | タイム   | 着差      | 騎手         | 斤量 | 1着馬（2着馬）       |
| ---------- | ---------------- | ------------------------ | -- | ------------- | ---- | ---- | ---- | ---- | -------- | --------- | ------------ | ---- | -------------------- |
| 2016.09.24 | ヘイドック       | 未勝利戦                 |    | 芝1600m（良） | 10   | 8    | 1    | 01着 | 01:39.80 | 3馬身 3/4 | S.レヴィー   | 9-0  | （Fujaira Bridge）   |
| 2017.04.22 | ニューベリー     | グリーナムS              | G3 | 芝1400m（良） | 10   | 1    | 1    | 01着 | 01:23.08 | 2馬身     | J.ドイル     | 9-0  | （Dream Castle）     |
| 0000.05.06 | ニューマーケット | 英2000ギニー             | G1 | 芝1600m（良） | 10   | 5    | 2    | 02着 | 01:36.77 | 1馬身     | J.ドイル     | 9-0  | Churchill            |
| 0000.06.20 | アスコット       | セントジェームズパレスS  | G1 | 芝1600m（良） | 8    | 4    | 1    | 01着 | 01:37.22 | 1馬身     | J.ドイル     | 9-0  | （Lancaster Bomber） |
| 0000.07.08 | サンダウン       | エクリプスS              | G1 | 芝1990m（良） | 9    | 4    | 5    | 02着 | 02:03.49 | ハナ      | J.ドイル     | 8-11 | Ulysses              |
| 0000.08.23 | ヨーク           | 英インターナショナルS    | G1 | 芝2050m（稍） | 7    | 7    | 4    | 03着 | 02:12.52 | 2馬身 1/4 | J.ドイル     | 8-13 | Ulysses              |
| 0000.10.21 | アスコット       | 英チャンピオンS          | G1 | 芝1990m（重） | 10   | 2    | 6    | 09着 | 02:15.07 | 17馬身    | J.ドイル     | 9-1  | Cracksman            |
| 2019.05.01 | アスコット       | パラダイスS              | L  | 芝1600m（良） | 8    | 5    | 4    | 02着 | 01:39.17 | クビ      | W.ビュイック | 9-0  | Zaaki                |
| 0000.05.23 | パリロンシャン   | モントルトゥー賞         | L  | 芝1600m（稍） | 7    | 3    | 5    | 01着 | 01:43.46 | 1/2馬身   | J.ドイル     | 9-0  | （Bayoun）           |
| 0000.06.18 | アスコット       | クイーンアンS            | G1 | 芝1600m（良） | 16   | 3    | 2    | 08着 | 01:38.22 | 5馬身     | J.ドイル     | 9-0  | Lord Glitters        |
| 2020.01.30 | メイダン         | アルラシディヤ           | G2 | 芝1800m（良） | 7    | 7    | 7    | 01着 | 01:47.41 | 2馬身 1/4 | W.ビュイック | 9-0  | （Dream Castle）     |
| 0000.03.07 | メイダン         | ジェベルハッタ           | G1 | 芝1800m（良） | 13   | 12   | 12   | 01着 | 01:46.09 | 1馬身 3/4 | W.ビュイック | 9-0  | （Magic Lily）       |
| 0000.06.17 | アスコット       | プリンスオブウェールズS  | G1 | 芝1990m（良） | 7    | 1    | 3    | 03着 | 02:06.50 | 5馬身     | W.ビュイック | 9-0  | Lord North           |
| 0000.07.26 | ミュンヘン       | ダルマイヤー大賞         | G1 | 芝2000m（良） | 7    | 4    | 1    | 01着 | 02:09.00 | クビ      | W.ビュイック | 9-6  | （Quest the Moon）   |
| 0000.08.15 | ケルン           | オイロパ賞               | G1 | 芝2400m（重） | 7    | 5    | 1    | 04着 | -        | 1馬身 1/2 | W.ビュイック | 9-6  | Donjah               |
| 0000.09.13 | バーデンバーデン | バーデン大賞             | G1 | 芝2400m（稍） | 8    | 5    | 1    | 01着 | 02:39.52 | 1馬身 1/4 | J.ドイル     | 9-6  | （Communique）       |
| 2021.10.09 | ニューマーケット | ダーレーS                | G3 | 芝1800m（良） | 10   | 6    | 1    | 04着 | 01:52.58 | 3馬身 1/4 | W.ビュイック | 9-3  | Mostahdaf            |
| 0000.11.19 | サヒール         | バーレーン国際トロフィー | G3 | 芝2000m（良） | 13   | 3    | 2    | 02着 | -        | 1/2馬身   | J.ドイル     | 9-2  | Lord Glitters        |
| 2022.03.05 | メイダン         | ジェベルハッタ           | G1 | 芝1800m（良） | 14   | -    | 2    | 取消 | -        | -         | -            | 9-0  | Alfareeq             |

## 血統表
| バーニーロイの血統    | バーニーロイの血統          | バーニーロイの血統 | （血統表の出典） | （血統表の出典） |
| 父 Excelebration 2008 | 父の父Exceed and Excel 2000 | *デインヒル        | Danzig           | Danzig           |
| 父 Excelebration 2008 | 父の父Exceed and Excel 2000 | *デインヒル        | Razyana          |                  |
| 父 Excelebration 2008 | 父の父Exceed and Excel 2000 | Patrona            | Lomond           | Lomond           |
| 父 Excelebration 2008 | 父の父Exceed and Excel 2000 | Patrona            | Gladiolus        |                  |
| 父 Excelebration 2008 | 父の母Sun Shower 2001       | Indian Ridge       | Ahonoora         | Ahonoora         |
| 父 Excelebration 2008 | 父の母Sun Shower 2001       | Indian Ridge       | Hillbrow         |                  |
| 父 Excelebration 2008 | 父の母Sun Shower 2001       | Miss Kemble        | *ウォーニング    | *ウォーニング    |
| 父 Excelebration 2008 | 父の母Sun Shower 2001       | Miss Kemble        | Sarah Siddons    |                  |
| 母 Alina 2010         | 母の父Galileo 1998          | Sadler's Wells     | Northern Dancer  | Northern Dancer  |
| 母 Alina 2010         | 母の父Galileo 1998          | Sadler's Wells     | Fairy Bridge     |                  |
| 母 Alina 2010         | 母の父Galileo 1998          | *アーバンシー      | Miswaki          | Miswaki          |
| 母 Alina 2010         | 母の父Galileo 1998          | *アーバンシー      | Allegretta       |                  |
| 母 Alina 2010         | 母の母Cheyenne Star 2003    | Mujahid            | Danzig           | Danzig           |
| 母 Alina 2010         | 母の母Cheyenne Star 2003    | Mujahid            | Elrafa Ah        |                  |
| 母 Alina 2010         | 母の母Cheyenne Star 2003    | Charita            | Lycius           | Lycius           |
| 母 Alina 2010         | 母の母Cheyenne Star 2003    | Charita            | Seme de Lys      |                  |
| 出典                  | 1.                          | 1.                 | 1.               | 1.               |